# Flandina Cruzat
Flandina Cruzat (o Crozat) fue una burguesa navarra, mujer de negocios y mecenas, de ascendencia franco-occitana que vivió entre los siglos XIII y XIV y estuvo afincada en Pamplona.

## Biografía
La familia Cruzat, de gran poder económico, se instaló en el Burgo de San Cernín de Pamplona hacia 1276. No se conoce su procedencia exacta, aunque sí que eran de origen franco-occitano. Cruzat o Crozat son apellidos franceses pero es difícil relacionarlos con un origen geográfico concreto. Los Cruzat fueron señores de Najurieta, Arrieta, Escusaga, Belzunce y Arazuri.
Casi todo lo que se conoce de Flandina es fundamentalmente a través de su testamento, redactado en 1346. Hija de hija de Berenguer Cruzat y de doña Imperia Dan, nació a finales del XIII en el seno de una familia burguesa de cambistas y comerciantes afincada en Pamplona desde la llegada de los francos a la ciudad. Fue hermana de Martín, Berenguer, Anglesa y Elvira.
Contrajo matrimonio en dos ocasiones con miembros relevantes de la comunidad del burgo de San Cernin. En primeras nupcias se unió con Ximeno de Aceilla, accediendo a la boda con una dote de 700 libras. Enviudó sin descendencia y volvió a casarse, esta vez con Miguel Deza, también de origen franco. Tampoco tuvo descendencia de este segundo matrimonio.
Vivió con su marido en la calle Mayor de los Cambistas, del Burgo San Cernín. Al enviudar, se mudó a su propiedad de la calle de la Herrería del mismo barrio, una casa grande provista de una torre cuyos muebles, vajilla y reservas detalla en su testamento. Posee también la mitad de una viña en los suburbios de la Taconera y otra viña y haciendas completas con arrendatarios, terrenos y edificios de explotaciones en otras poblaciones.

### Mujer de negocios
En los siglos XIII y XIV, las mujeres nobles y burguesas como Flandina Cruzat hicieron gala de su capacidad para gestionar sus intereses y disponer de sus vidas y haciendas por encima del tradicional control que ejercían los hombres en muchos aspectos de la sociedad.
El testamento de Flandina, excepcionalmente detallado, muestra el nivel patrimonial alcanzado por la familia Cruzat, emparentada con otras estirpes burguesas de mercaderes del burgo de San Cernín: los Eza, David, Rosas y Caridad. Además en los últimos años del siglo XIV aparecen asociados a mercaderes de paños bearneses.
Desde que se casó por segunda vez, participó activamente en las actividades comerciales de su marido Miguel Deza. En su testamento, Flandina indica que los beneficios les pertenecían siempre a los dos por igual. Ya viuda de Deza, se asoció con García Lopiz de Roncesvalles, suegro de su hermano, para continuar ejerciendo como mujer de negocios. Además, se dedicó a invertir en bienes inmuebles. Entre otros, compró la casa de la rúa de la Herrería (actual San Francisco) en la que vivió en Pamplona.

### Testamento

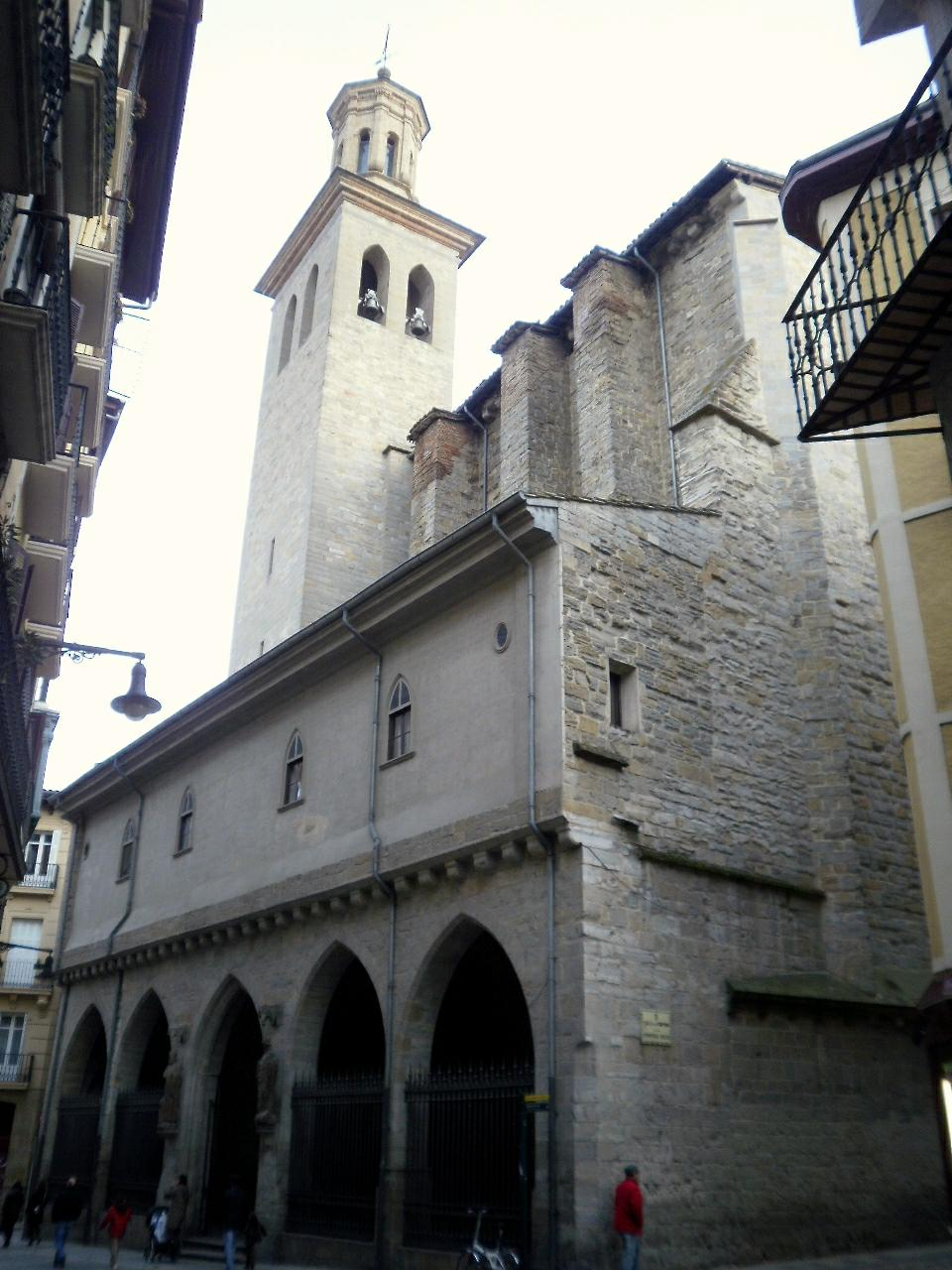
Iglesia de San Saturnino o San Cernín. Pamplona

Su testamento, fechado en Pamplona el 26 de diciembre de 1346, refleja una administración detallada de sus bienes, incluyendo tierras y propiedades inmobiliarias, muebles y otros objetos personales. En él pone también las bases de fundaciones piadosas, que vigilarán sus ejecutores testamentarios, quienes pagarán las rentas necesarias para su cumplimiento. Sin descendientes directos, la mayor parte de su patrimonio lo dejó a la iglesia de San Saturnino (más comúnmente llamada de San Cernín) de la que fue la más insigne bienhechora. También a hospitales, reclusas y reclusos de Pamplona, conventos y monjas de su familia y a los pobres.
En el documento testamentario dejó escritas otras órdenes que debían cumplirse para favorecer la salvación de su alma y la de su padre: además de gran número de misas y capellanías, financia el viaje de cuatro peregrinos, dos a pie y dos a caballo, a Santiago de Compostela y a Rocamadour.

Invien un home de cabal a Sant Jaquien de Galicia
per mi en romeria per ma anima.
Pamplona, 1346
Flandina Cruzat

Asimismo, encomendó que una cantidad considerable de dinero se gastara en el arreglo de los caminos de los alrededores de Pamplona y en la construcción de la torre de entrada al burgo de San Cernín.
En el testamento declaró su voluntad de ser enterrada junto a su padre Berenguer, frente al altar mayor de la iglesia de San Saturnino, en lugar contiguo también a aquel en el que reposaban los restos de sus primos Juan y Juliana.

[…] mes caueçalers deius escritz faguen enterrar mon cos hondradament en la eglisia de Sant Cernin de Pampalona, en la sepultura en que fu sepelit lo cos del dit mon payre.
Pamplona, 1346
Flandina Cruzat